# Citadela (Antoine de Saint-Exupéry)
Citadela je kniha od Antoina de Saint Exupéryho, kterou nedokončil. Byla vydána až posmrtně (ve Francii 1948), proto se mohou myšlenky v ní zdát neucelené a opakující se. V Čechách byla poprvé vydána v krácené verzi, až později se čeští čtenáři dočkali plné verze.

## Děj knihy
Tato kniha je plná filosofických myšlenek a není snadné popsat, o čem je. Děj probíhá v poušti, v průběhu poutě jedné karavany.
Dílo rozvíjí autorovy myšlenky nastíněné už dříve v Malém Princi. Kniha jako taková nemá klasický děj, ale je to sled zamyšlení nad různými tématy. Většinou se týká lidského osudu, směřování a tužeb. Je psána z pohledu moudrého panovníka, který předává rady svému nástupci (syn) jak vést svůj lid a nést tíhu odpovědnosti za svá rozhodnutí. Byť někdy i proti jeho vůli. Líčí tedy i smysl "zla" pro rozvoj lidské osobnosti. Svůj lid, ale i člověka samotného přirovnává k lodi, která získává svůj tvar (sílu) díky neustálému boji s mořem (světem).

## Česká vydání
- Antoine de Saint-Exupéry: Citadela, Vyšehrad, Praha 1975, znovu 1984, Vyšehrad s. r. o., 1994, překl. Věra Dvořáková, výběr
- Antoine de Saint-Exupéry: Citadela, Vyšehrad spol. s r. o., Praha 2002, překl. Věra Dvořáková, kompletní vydání